# Fuente de los Baños de Montanejos
La Fuente de los Baños, en el municipio de  Montanejos, en la comarca del Alto Mijares,  es una fuente catalogada como Bien de Relevancia Local,  dentro del  Plan General de Ordenación Urbana, con la categoría de “Espacio etnológico de interés local”, con código 12.08.079-007, y fecha de publicación en el BOP 6 de marzo de 2012.
Para llegar hasta el lugar donde se encuentra, hay que salir del núcleo poblacional de Montanejos por la carretera C-20 dirección la Puebla de Arenoso y a unos cien metros ha de cruzarse el puente sobre el Río Mijares siguiendo la dirección a  la Fuente la Cerrada; inmediatamente se toma una pista asfaltada que desciende hasta el lecho del río, a una amplia zona de aparcamiento para los vehículos, de ahí se accede a la zona infantil y área recreativa que está junto a la fuente y a la zona de baños del propio río Mijares.

## Historia

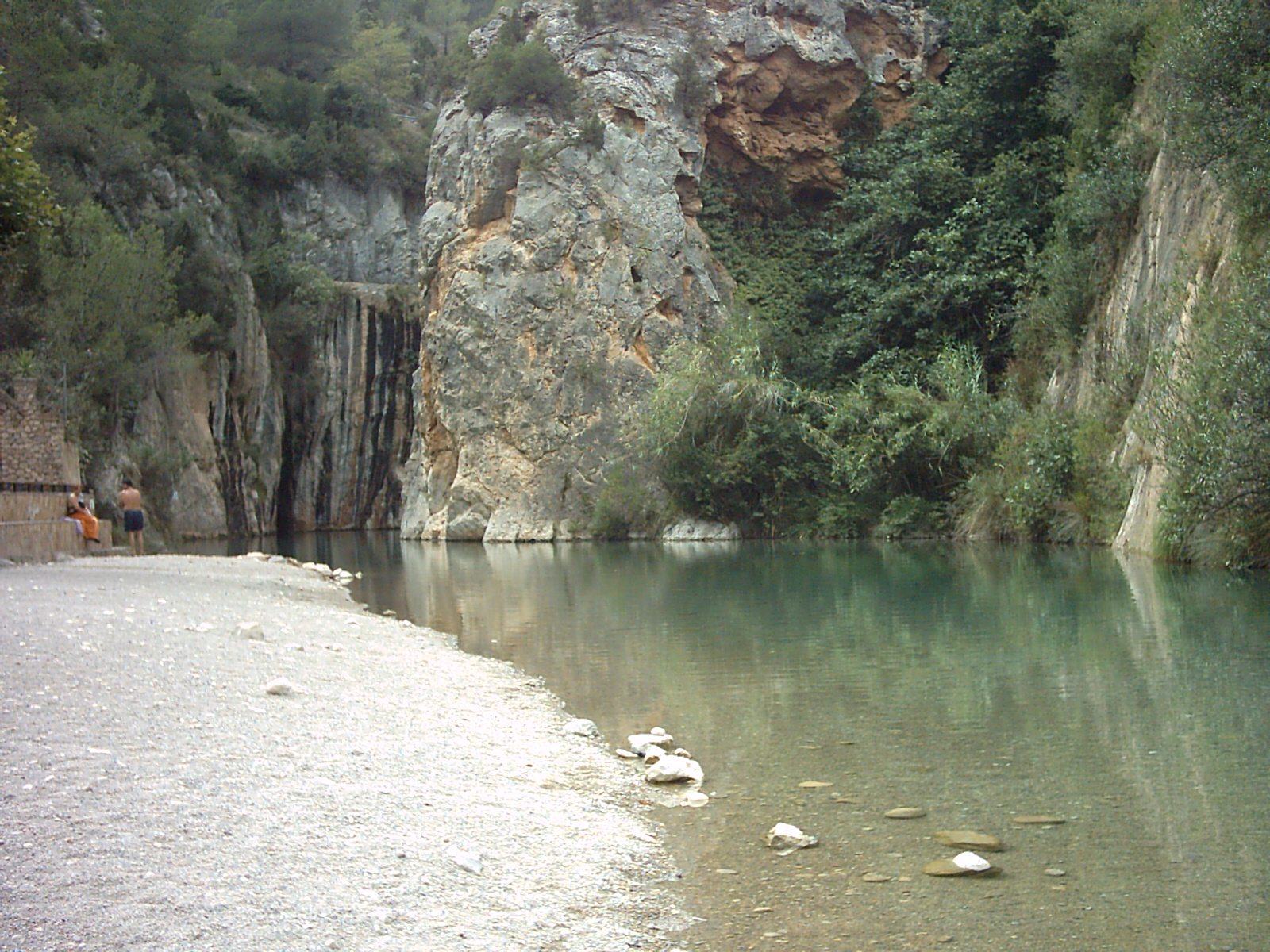
Río Mijares, manantial de los Baños (Montanejos).

Las características y propiedades minero medicinales de las aguas de la Fuente de los Baños de Montanejos tienen una larga historia. De hecho, cuenta la tradición que el propio Zayd Abu Zayd mandó construir unos baños, de los que existen restos arqueológicos, para su uso tanto por las mujeres de su harem, como por él mismo. Según se dice existen estudios publicados (en 'La Fuente de Baños. Propiedades Medicinales del Agua Termal de Montanejos', un estudio de María Amparo Pérez Benajas) que aseguran que estas aguas termales previenen el deterioro de la piel que causan los radicales libres. Además se considera que estas aguas son aptas para tratamientos de enfermedades cardiovasculares, hepáticas, relacionadas con la hipertensión, artritis reumatoide, etc.

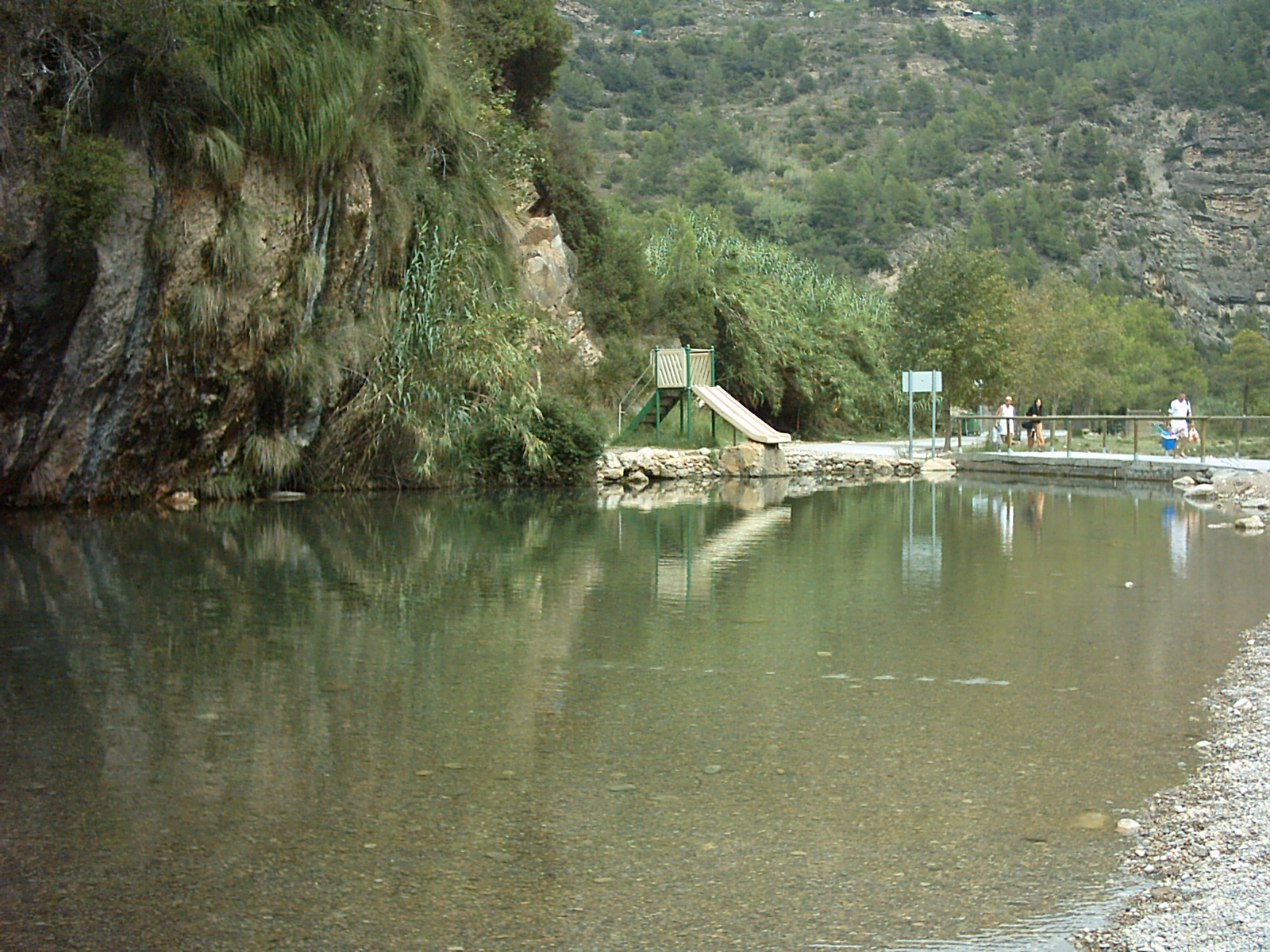
Río Mijares, manantial Fuente de los Baños (Montanejos).

## Descripción
La fuente es realmente un manantial con un caudal de unos 6000 litros por minuto que vierte sus aguas al río Mijares, permitiendo que este pueda mantener su nivel acuífero, ya que se ve muy mermado de caudal por la retención de aguas que se hace en el Embalse de Arenoso.
Estas aguas brotan a una temperatura constante de 25 grados centígrados, razón por la cual ya en el año 1863, la fuente fue declarada de Utilidad Pública, por una Real Orden del 13 de octubre del mencionado año. Por su constante temperatura, estas aguas tienen efectos hipotermales y además cuentan con propiedades hidrogeoquímicas y biológicas que son beneficiosas para la salud, de hecho, el poseer una composición química de  700mg/l sulfatado-magnésicas biocarnonatado mixtas, permite considerarlas como oligometálicas de mediana mineralización.
La zona en la que se encuentra la fuente, que en la actualidad está constituida por un grupo de caños en un muro hecho de piedra de mampostería, con placas cerámicas de imágenes decorándola, además de otro conjunto de azulejos cerámicos que recogen parte de la historia de la fuente (que en realidad dicen es una puerta que da acceso a la cueva de la que brota el agua y que al estar cerrada permite mantener la salida de agua limpia de impurezas); es una curiosa zona en la que el río forma de manera natural piscinas que son utilizadas de forma masiva tanto por los habitantes del municipio como por otras personas que vienen de diferentes lugares. Además, el agua que brota de los manantiales es la que se utiliza desde para regar las riberas del Mijares, como para el consumo urbano de la población, y también para abastecer al Centro de Hidroterapia de Montanejos, donde dichas aguas se utilizan para tratamientos de salud y belleza.
1. ↑   http://www.cult.gva.es/dgpa/bics/Detalles_bics.asp?IdInmueble=4833
2. ↑  http://www.losviajeros.com/noticias.php?n=356
3. 1 2 3  «Copia archivada». Archivado desde el original el 13 de septiembre de 2015. Consultado el 14 de septiembre de 2015.
4. ↑  http://www.lasprovincias.es/v/20100625/ocio/gps/banos-grados-20100625.html
5. 1 2  «Copia archivada». Archivado desde el original el 17 de agosto de 2015. Consultado el 14 de septiembre de 2015.
6. 1 2  http://www.cuevascastellon.uji.es/adjuntos/montanejos_banosfteberny.pdf

En la actualidad, la zona de la Fuente de los Baños y sus aguas termales son un área popular entre bañistas locales e internacionales como destino alternativo a la costa durante los meses de verano, siendo una de las localizaciones naturales más populares de la Comunidad Valenciana.